# فرقة بانزر الثامنة عشر
الفرقة 18 بانزر ( (بالألمانية: 18. Panzer-Division) فرقة بانزر ) كانت فرقة مدرعة في الحرب العالمية الثانية الألمانية قاتلت على الجبهة الشرقية من عام 1941 حتى حلها في عام 1943.

## تشكيل - تكوين
تم تشكيل فرقة بانزر 18 في 26 أكتوبر 1940 في كيمنتس من أجزاء من فرقة المشاة الرابعة، فرقة المشاة 14، وأربع كتائب من submersible tanks. كانت في الأصل مخصصة لعملية أسد البحر( Seelöwe )، الغزو الألماني المخطط للمملكة المتحدة. من بين كتائب الدبابات الأربع هذه، شكلت فوجين بانزر الثامن عشر واثنتان أخريان فوج بانزر الثامن والعشرين لفرقة بانزر 18. في مارس 1941 ، أعيد تنظيم فرقة بانزر 18، وتم حل فوج بانزر 28، وأصبحت إحدى كتائبها الكتيبة الثالثة من فوج بانزر 18، وتم نقل الكتيبة الأخرى إلى فرقة بانزر الثالثة.  

## الخدمة
شهدت فرقة بانزر الثامنة عشر العمل لأول مرة أثناء الغزو الألماني للاتحاد السوفيتي، عملية بارباروسا، في 22 يونيو 1941. قاتلت فرقة بانزر الثامنة عشر كجزء من XLVII Panzer Corps، وخلال الأشهر الستة التالية شاركت في الاستيلاء على سمولينسك، بريانسك والهجوم على تولا. تكبدت الفرقة خسائر فادحة في الشهر الأول من الحرب، حيث خسرت نصف دباباتها وثلث قوتها البشرية في يونيو ويوليو. مع بدء الهجوم المضاد السوفياتي في ديسمبر 1941، تم دفع فرقة بانزر 18 إلى أوريول بخسائر فادحة. 

## ة القادة
قائدة الفرقة: 
- الجنرال دير بانزرتروبين فالتر نرينج، 26 أكتوبر 1940
- جينيرال لوتنانت Karl Freiherr von Thüngen ، 26 يناير 1942
- جنرال دير ناشريتشنتروبين ألبرت براون، يوليو 1942
- جينيرال لوتنانت Karl Freiherr von Thüngen ، 24 أغسطس 1942
- جينيرال لوتنانت Erwin Menny 15 سبتمبر 1942
- جينيرال لوتنانت Karl Freiherr von Thüngen ، فبراير 1943
- جينيرال لوتنانت Karl-Wilhelm von Schlieben ، 1 أبريل 1943

### قائمة المراجع
- Rosado، J. and Bishop، C. German Wehrmacht Panzer Divisions، 1939–45 . Amber Books Ltd. ، 2005
- Mitcham، Samuel W. (2000). The Panzer Legions. Mechanicsburg: Stackpole Books. ISBN:978-0-8117-3353-3.  Mitcham، Samuel W. (2000). The Panzer Legions. Mechanicsburg: Stackpole Books. ISBN:978-0-8117-3353-3.  Mitcham، Samuel W. (2000). The Panzer Legions. Mechanicsburg: Stackpole Books. ISBN:978-0-8117-3353-3.